# NGC 5384
NGC 5384 é uma galáxia lenticular (S0) localizada na direcção da constelação de Virgo. Possui uma declinação de +06° 31' 05" e uma ascensão recta de 13 horas, 58 minutos e 12,8 segundos.
A galáxia NGC 5384 foi descoberta em 8 de Maio de 1864 por Albert Marth.